# Saint-Pierre-sur-Dives
Saint-Pierre-sur-Dives är en kommun i departementet Calvados i regionen Normandie i norra Frankrike. Kommunen ligger i kantonen Saint-Pierre-sur-Dives som ligger i arrondissementet Lisieux. År 2018 hade Saint-Pierre-sur-Dives 3 373 invånare.

## Befolkningsutveckling
Antalet invånare i kommunen Saint-Pierre-sur-Dives
Referens:INSEE